# Бечу (Бузау)
Бечу (рум. Beciu) насеље је у Румунији у округу Бузау у општини Скорцоаса. Oпштина се налази на надморској висини од 280 m.

## Становништво
Према подацима из 2002. године у насељу је живело 251 становника, од којих су сви румунске националности.